# نورثروپ گرومن ام‌کیو-۴سی تریتون
نورثروپ گرومن ام‌کیو-۴سی تریتون (به انگلیسی: Northrop Grumman MQ-4C Triton) یک هواپیمای ساختِ کارخانهٔ نورثروپ گرومن در کشور ایالات متحده آمریکا است. نخستین استفاده‌کنندهٔ این هواپیما نیروی دریایی ایالات متحده آمریکا بوده‌است. این هواپیما برای نخستین بار در ۲۲ مه ۲۰۱۳ میلادی مورد استفاده قرار گرفت. این مدل، نسخه تقویت شده پهپاد جاسوسی نورثروپ گرومن آر کیو-۴ گلوبال هاوک است. لازم به ذکر است یک فروند از این پهپاد که قصد جاسوسی از جمهوری اسلامی ایران را داشت با استفاده از سامانه پدافندی سوم خرداد در درون مرز های ایران منهدم شد.

## مشخصات
داده‌ها از 
ویژگی‌های عمومی
- خدمه: بدون سرنشین. ۴ نفر خدمه روی زمین
- طول: ۴۷ فوت ۷ اینچ (۱۴٫۵ متر)
- پهنای بال: ۱۳۰ فوت ۱۱ اینچ (۳۹٫۹ متر)
- ارتفاع: ۱۵ فوت ۵ اینچ (۴٫۶ متر)
- وزن خالی: ۱۴٬۹۴۵ پوند (۶٬۷۸۱ کیلوگرم)
- وزن ناخالص: ۳۲٬۲۵۰ پوند (۱۴٬۶۳۰ کیلوگرم)
- پیشرانه: ۱ عدد موتور توربوفن Rolls-Royce AE 3007, ۶٬۴۹۵–۸٬۹۱۷ پوند-نیرو (۲۸٫۸۹–۳۹٫۶۶ کیلونیوتن) thrust

عملکرد
- حداکثر سرعت: ۳۵۷ مایل بر ساعت (۵۷۵ کیلومتر بر ساعت، ۳۲۰ گره)
- بُرد: ۹٬۴۳۶ مایل (۱۵٬۱۸۶ کیلومتر، ۸٬۲۰۰ مایل دریایی)
- مداومت پروازی: ۳۰ ساعت
- حداکثر ارتفاع: ۶۰٬۰۰۰ فوت (۱۸٬۲۸۸ متر)

## نگارخانه

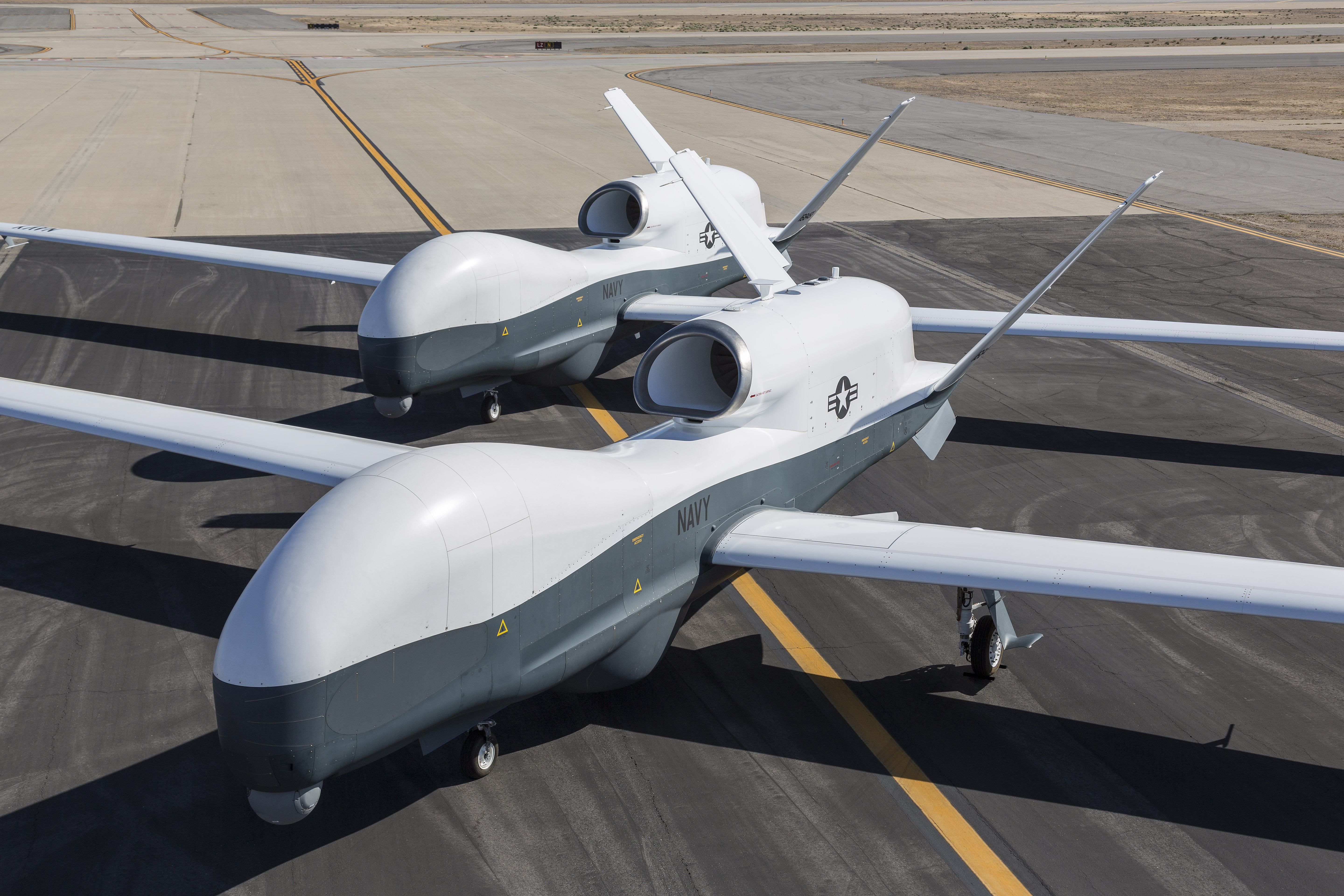
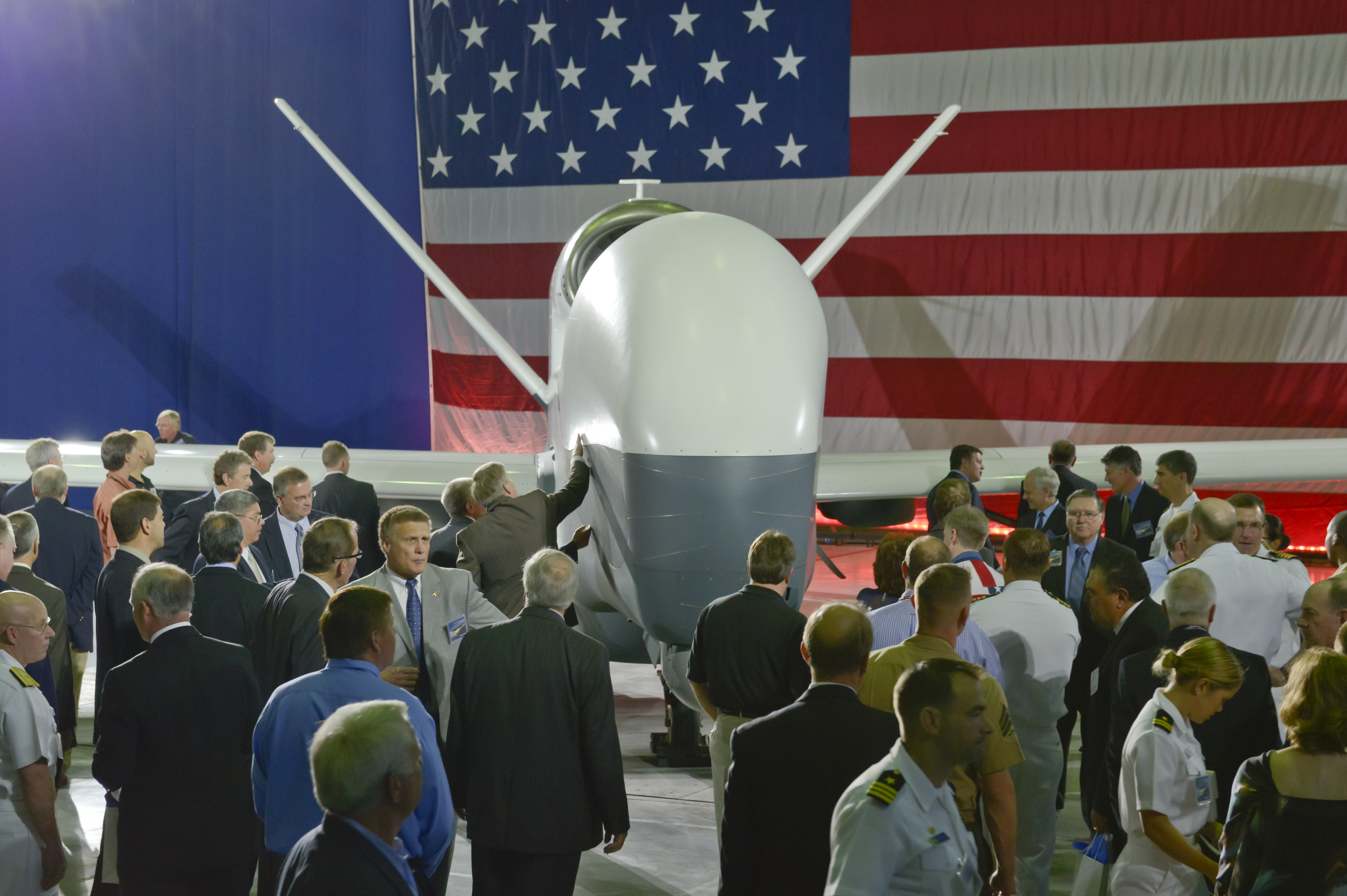

- فیلم پرواز ام‌کیو-۴سی